# Polaris Dawn
Polaris Dawn foi um voo espacial privado operado pela SpaceX em nome de Jared Isaacman, com lançamento realizado no dia 10 de setembro de 2024. O voo usou a cápsula Crew Dragon e foi o primeiro das três missões do Programa Polaris.

## Tripulação
| Posição                  | Astronauta     |
| ------------------------ | -------------- |
| Comandante da espaçonave | Jared Isaacman |
| Piloto                   | Scott Poteet   |
| Especialista de missão 1 | Sarah Gillis   |
| Especialista de missão 2 | Anna Menon     |

## Missão
A tripulação consistiu de Jared Isaacman, Scott Poteet, Sarah Gillis e Anna Menon, que passaram cinco dias em órbita. Os planos incluíram atingir uma órbita maior do que qualquer outra Dragon e por fim atingir a maior órbita geocêntrica já realizada. Polaris Dawn realizou pesquisas sobre os efeitos do voo espacial e a radiação na saúde humana e a tripulação realizou a primeira caminhada espacial comercial com trajes espaciais projetados pela SpaceX. A missão também testou o sistema de comunicações a laser do Starlink, melhorando a conexão com a nave.
Após adiamentos devido ao clima na área de pouso, a missão foi lançada no dia 10 de setembro de 2024.

## Ligação externa
- Site oficial